# Popillii
Légende :
♦Patricien, ♦Plébéien, ♦Consulaire, ♦Sénatorial, ♦Équestre
Gens et Liste des gentes romaines
Les Popillii ou Popilii sont les membres d'une gens romaine plébéienne d'origine étrusque, dont les membres de la branche principale portent le cognomen Laenas. Cette branche s'éteint durant le règne d'Auguste avec la mort de Paulla Popillia. Une autre branche mineure de la famille est connue grâce à une inscription funéraire et porte le cognomen Achaicus Quietus.

## Principaux membres

### Sous la République

#### Popillii Laenates
Laenas (Laenates au pluriel) est le cognomen porté par les membres de la seule branche de la famille plébéienne des Popillii qui a atteint le consulat, demeurée célèbre pour la cruauté et l'arrogance dont ont fait preuve ses membres durant le IIe siècle av. J.-C. Selon Cicéron, le surnom dérive du terme laena désignant le manteau sacerdotal que porte Marcus Popillius Laenas, consul en 359 av. J.-C. et flamine de Carmenta, alors qu'il s'apprête à accomplir un sacrifice officiel. Apprenant que la Plèbe se soulève contre le Sénat, il se rend sur le Forum revêtu du manteau et parvient à calmer les plébéiens par un discours,.
- Caius (Popilius), (v.-450 - ?);
  - Marcus. (Popillius), (v.-425 - ?);
    - Marcus Popillius Laenas, (v.-400 - ap.-348), consul en 359, 356, 350 et en 348 av. J.-C.
      - Marcus Popillius Laenas, (v.-360 - ap.-316) consul en 316 av. J.-C.
- Publius Popillius (Laenas), (v.-245 - ap.-210);
  - Publius Popillius Laenas, (v.-220 - ap.-180), IIIvir;
  - Marcus Popillius Laenas, (v.-215 - ap.-159), consul en 173 et censeur en 159 av. J.-C.
    - Marcus Popillius Laenas, (v.-182 - ap.-154), consul en 139 av. J.-C.
      - Marcus Popillius Laenas, (v.-150 - ?), a probablement occupé des fonctions de commandement en Asie[2]
        - Marcus Popillius Laenas, (v.-120 - ?);
          - ? Marcus (Popillius?) Laenas Curtianus, (v.-90 - ap.-56), l'un des sénateurs qui ont supplié les juges en faveur de Aemilius Scaurus, en 54 av. J.-C.[3].
            - Paulla Popillia, (v.-65 - ?), épouse de Cnaeus Calpurnius Piso[1];

  - Caius Popillius Laenas, (v.-215 - ap.-158), consul en 172 et 158 av. J.-C.
    - Publius Popillius Laenas, (v.-175 - ap.-132), [4], consul en 132 av. J.-C., probable bâtisseur de la Via Popilia[5]
      - Publius Popillius (Laenas), (v.-150 - ap.-129);
        - ? Publius Popillius Laenas, (v.-115 - ap.-86), tribun de la plèbe en 86 av. J.-C.[m 3]

      - Quintus Popillius (Laenas), (v.-145 - ap.-129);
      - Caius Popillius Laenas, (v.-140 - ap.-107), [6], légat en Gaule[5], commande l'armée romaine lors de la bataille de Burdigala en 107 av. J.-C.[m 3], puis s'exile à Nuceria à partir de 107/106[6]

    - ? Popillia, (v.-170 - 12/-110), épouse de Quintus Lutatius Catulus puis de Lucius Iulius Caesar[m 4],[a 2];
- Popillia, vestale vers -69;
- Caius Popillius Laenas, tribun militaire en -43, meurtrier de Cicéron;
- Popillius Laenas, rhéteur sous Tibère;

#### Autres
- Marcus Popillius, Édile plébéiens vers 220/180 av. J.-C.
- Caius Popillius, tribun militaire en 71 av. J.-C., peut être Tribun de la plèbe en 68 av. J.-C.
- Publius Popillius, sénateur romain fils d'un affranchie, exclu du sénat en 70 av. J.-C.

### Sous le Principat

#### Popilii Pedo
Les Popilii Pedo sont inscrits dans la Tribu Quirina.
- Caius (Popilius), (v.80 - ?);
  - Caius Popilius Pedo Carus, (v.105 - ap.163/4), consul suffect en 147, propréteur de Lyonnaise en 161/2, proconsul d'Asie en 163/4;
    - Marcus Popilius Pedo, (v.130 - ?), salins palatins;
      - Popilius Pedo Apronianus, (v.160 - ap.205), consul en 191, proconsul d'Asie en 205;

#### Autres
- Lucius Popillius Balbus, consul suffect vers 40/7, légat en Syrie vers 49/50;
- Popillia Rectina, épouse de Caius Licinius Marinus Voconius Romanus, un amie de Pline le Jeune;
- Popillius Priscus, consul suffect vers 132/4, proconsul d'Asie vers 149/50;